# Bukowie (powiat konecki)
Bukowie – osada leśna w Polsce w województwie świętokrzyskim, w powiecie koneckim, w gminie Słupia Konecka.